# Promachus bottegoi
Promachus bottegoi là một loài ruồi trong họ Asilidae. Promachus bottegoi được Corti miêu tả năm 1895. Loài này phân bố ở vùng nhiệt đới châu Phi.